# 奧夫查
奧夫查是塞爾維亞的城鎮，由貝爾格萊德負責管轄，位於該國北部，距離首都貝爾格萊德13公里，該鎮居民曾在十八世紀中葉因發生疫情而撤離，2011年人口2,718。
44°53′N 20°32′E / 44.883°N 20.533°E